# Upravni okraji Srbije
Upravni okraji (srbsko управни окрузи, latinizirano: upravni okruzi) so upravne enote Srbije. Vsak okraj je sestavljen iz več občin in/ali mest. Uzakonila jih je Vlada Srbije  29. januarja 1992.

## Seznam okrajev

### Okraji v Šumadiji in zahodni Srbiji
| Okraj                                 | Središče   | Površina v km² | Prebivalstvo leta 2011 | Prebivalstvo na km² | Občine in mesta                                                                                                   | Naselja |
| ------------------------------------- | ---------- | -------------- | ---------------------- | ------------------- | --- | ------- |
| Kolubarski okraj (Kolubarski okrug)   | Valjevo    | 2484           | 174.228                | 70,4                | - Lajkovac - Ljig - Mionica - Osečina - Ub - mesto Valjevo                                                        | 218     |
| Mačvanski okraj (Mačvanski okrug)     | Šabac      | 3268           | 297.778                | 91,1                | - Bogatić - Koceljeva - Krupanj - Ljubovija - mesto Loznica - Mali Zvornik - mesto Šabac - Vladimirci             | 228     |
| Moraviški okraj (Moravički okrug)     | Čačak      | 3016           | 212.149                | 70,3                | - mesto Čačak - Gornji Milanovac - Ivanjica - Lučani                                                              | 206     |
| Pomoravski okraj (Pomoravski okrug)   | Jagodina   | 2614           | 212.839                | 84,8                | - Ćuprija - Despotovac - mesto Jagodina - Paraćin - Rekovac - Svilajnac                                           | 191     |
| Rasinski okraj (Rasinski okrug)       | Kruševac   | 2667           | 240.463                | 90,2                | - Aleksandrovac - Brus - Ćićevac - mesto Kruševac - Trstenik - Varvarin                                           | 296     |
| Raški okraj (Raški okrug)             | Kraljevo   | 3918           | 300.102                | 76,6                | - mesto Kraljevo - mesto Novi Pazar - Raška - Tutin - Vrnjačka Banja                                              | 359     |
| Šumadijski okraj (Šumadijski okrug)   | Kragujevac | 2387           | 290.900                | 121,8               | - Aranđelovac - Batočina - Knić - mesto Kragujevac - Lapovo - Rača - Topola                                       | 174     |
| Zlatiborski okraj (Zlatiborski okrug) | Užice      | 6140           | 284.729                | 46,4                | - Arilje - Bajina Bašta - Kosjerić - Nova Varoš - Požega - Priboj - Prijepolje - Sjenica - mesto Užice - Čajetina | 438     |

### Okraji v južni in vzhodni Srbiji
| Okraj                                 | Središče  | Površina v km² | Prebivalstvo leta 2011 | Prebivalstvo na km² | Občine in mesta                                                                                     | Naselja |
| ------------------------------------- | --------- | -------------- | ---------------------- | ------------------- | --------------------------------------------------------------------------------------------------- | ------- |
| Borski okraj (Borski okrug)           | Bor       | 3507           | 123.848                | 35,3                | - Bor - Kladovo - Majdanpek - Negotin                                                               | 90      |
| Braničevski okraj (Braničevski okrug) | Požarevac | 3865           | 180,480                | 46,7                | - Veliko Gradište - mesto Požarevac - Golubac - Malo Crniće - Žabari - Petrovac - Kučevo - Žagubica | 189     |
| Jablaniški okraj (Jablanički okrug)   | Leskovac  | 2769           | 215.463                | 77,8                | - mesto Leskovac - Bojnik - Lebane - Medveđa - Vlasotince - Crna Trava                              | 336     |
| Nišavski okraj (Nišavski okrug)       | Niš       | 2729           | 373.404                | 136,8               | - Aleksinac - Svrljig - Merošina - Ražanj - Doljevac - Gadžin Han - mesto Niš                       | 285     |
| Pčinjski okraj (Pčinjski okrug)       | Vranje    | 3520           | 158.717                | 45,1                | - Vladičin Han - Surdulica - Bosilegrad - Trgovište - mesto Vranje - Bujanovac - Preševo            | 363     |
| Pirotski okraj (Pirotski okrug)       | Pirot     | 2761           | 92.277                 | 33,4                | - Bela Palanka - Pirot - Babušnica - Dimitrovgrad                                                   | 214     |
| Podonavski okraj (Podunavski okrug)   | Smederevo | 1248           | 198.184                | 158,8               | - mesto Smederevo - Smederevska Palanka - Velika Plana                                              | 58      |
| Topliški okraj (Toplički okrug)       | Prokuplje | 2231           | 90.600                 | 40,6                | - Prokuplje - Blace - Kuršumlija - Žitorađa                                                         | 267     |
| Zaječarski okraj (Zaječarski okrug)   | Zaječar   | 3623           | 118.295                | 32,6                | - Boljevac - Knjaževac - mesto Zaječar - Sokobanja                                                  | 173     |

### Okraji v Vojvodini
| Okraj                                          | Središče          | Površina v km² | Prebivalstvo leta 2011 | Prebivalstvo na km² | Občine in mesta | Naselja |
| ---------------------------------------------- | ----------------- | -------------- | ---------------------- | ------------------- | --- | ------- |
| Osrednjebanatski okraj (Srednjebanatski okrug) | Zrenjanin         | 3256           | 186.851                | 57,4                | - Novi Bečej - Nova Crnja - Žitište - Sečanj - mesto Zrenjanin                                                                            | 55      |
| Severnobački okraj (Severnobački okrug)        | Subotica          | 1784           | 185.552                | 104,0               | - mesto Subotica - Bačka Topola - Mali Iđoš                                                                                               | 45      |
| Severnobanatski okraj (Severnobanatski okrug)  | Kikinda           | 2329           | 146.690                | 63,0                | - Kanjiža - Senta - Ada - Čoka - Novi Kneževac - Kikinda                                                                                  | 50      |
| Južnobački okraj‎ (Južnobački okrug)            | Novi Sad          | 4016           | 607.835                | 151,3               | - Srbobran - Bač - Bečej - Vrbas - Bačka Palanka - Bački Petrovac - Žabalj - Titel - Temerin - Beočin - Sremski Karlovci - mesto Novi Sad | 77      |
| Južnobanatski okraj‎ (Južnobanatski okrug)      | Pančevo           | 4245           | 291.327                | 68,6                | - Plandište - Opovo - Kovačica - Alibunar - Vršac - Bela Crkva - mesto Pančevo - Kovin                                                    | 94      |
| Sremski okraj (Sremski okrug)                  | Sremska Mitrovica | 3486           | 311.053                | 89,2                | - Šid - Inđija - mesto Sremska Mitrovica - Irig - Ruma - Stara Pazova - Pećinci                                                           | 109     |
| Zahodnobački okraj (Zapadnobački okrug)        | Sombor            | 2420           | 187.581                | 77,5                | - mesto Sombor - Apatin - Odžaci - Kula                                                                                                   | 37      |

### Okraji na Kosovu in Metohiji
Srbski zakoni določajo pet okrajev na ozemlju Avtonomne pokrajine Kosovo in Metohija, ki vsebujejo 28 občin in eno mesto. Mednarodna administracija OZN je namesto teh okrajev vzpostavila sedem novih, ki jih je po razglasitvi samostojnosti prevzela Republika Kosovo. Srbija, ki neodvisnosti Kosova ne priznava, pozna naslednje okraje:
| Okraj                                                 | Središče           | Prebivalstvo leta 2002 | Občine in mesta                                                                                                  |
| ----------------------------------------------------- | ------------------ | ---------------------- | --- |
| Kosovski okraj (Kosovski okrug)                       | Priština           | 672.292                | - mesto Priština - Glogovac - Kosovo Polje - Lipljan - Obilić - Podujevo - Uroševac - Štimlje - Kačanik - Štrpce |
| Kosovsko-pomoravski okraj (Kosovsko-Pomoravski okrug) | Gnjilane           | 217.726                | - Kosovska Kamenica - Novo Brdo - Gnjilane - Vitina                                                              |
| Kosovskomitroviški okraj (Kosovskomitrovički okrug)   | Kosovska Mitrovica | 275.904                | - Kosovska Mitrovica - Leposavić - Srbica - Vučitrn - Zubin Potok - Zvečan                                       |
| Peški okraj (Pećki okrug)                             | Peć                | 414.187                | - Peć - Istok - Klina - Đakovica - Dečani                                                                        |
| Prizrenski okraj (Prizrenski okrug)                   | Prizren            | 376.085                | - Orahovac - Suva Reka - Prizren - Gora                                                                          |